# F-101戰鬥機
F-101（英語:McDonnell F-101 Voodoo）是美國麥克唐納公司在1950年代末期生產的一款雙引擎超音速戰鬥機。雖然原始設計用途是擔任轟炸機護航任務的長程戰鬥機，後因戰略思想調整使得計畫生變。轉變為擔任核子攻擊的戰鬥轟炸機、全天候攔截機以及戰術偵察機等更多用途的戰機。曾經服役於美國空軍、加拿大皇家空軍與中華民國空軍，F-101是全世界首架具有水平飛行速度超過1600公里/時高速性能的量產型戰鬥機（作為特定用途的實驗機早前已有好幾款達到此速度，但並未大量生產），也創下戰術偵察機最高時速任務的紀錄（A-12與可達到三馬赫級的SR-71偵察機屬於戰略偵察機）。

## 歷史
F-101的原始設計需求是一架可以伴隨轟炸機進入敵國領空，擔任長程護航任務的戰鬥機，這一項需求來自於二次世界大戰期間戰略轟炸作戰上得到的教訓。隨著軍用飛機進入噴射機時代，美國空軍認為使用噴射發動機的B-47與B-52轟炸機可以藉由較高的速度而自保。然而韓戰時B-29超級堡壘轟炸機面對高速的米格-15战斗机還是相當脆弱，性能上可以匹敵的F-86軍刀戰鬥機的航程又不足以擔任護航，因此戰略空軍司令部還是需要一款高航程的戰鬥機與B-36和平締造者轟炸機一起進入蘇聯領空。
1951年2月美國空軍正式公開這一項設計需求，提出設計案的公司當中，麥克唐納提出將XF-88放大改良的設計，洛克希德以F-90與F-94戰鬥機參選，北美公司提出F-93戰鬥機，諾斯羅普以改良型F-89戰鬥機競標，共和公司拿出F-91與兩款改自F-84戰鬥機的設計。
1951年5月，麥克唐納公司的設計案宣布獲勝，隔年美國空軍在原先要生產F-84F與F-86F戰鬥機的經費轉移給這個設計案，以求儘快進入量產階段。除此之外，原型機的驗證階段和F-100戰鬥機發展時類似完全捨棄，而是馬上以正式量產的形態出廠，任何需要變更與改善的部分則在稍後陸續採行。這種策略的風險相當高，尤其是在複雜的系統設計與服役上。而F-101也因為採取這種策略而在進入服役的過程中產生相當多的問題與困難。
讓F-101失去長程護航戰鬥機任務的原因是因為韓戰結束，B-52取代其它機型成為美國戰略空軍司令部的主力打擊機種，因此戰略空軍司令部認為它們不需要護航戰鬥機，並決定取消計畫。雖然戰略空軍司令部捨棄了F-101，但是美國空軍戰術空軍司令部卻對F-101的高速表現深感興趣，TAC認為這架飛機可以成為攜帶戰術核子武器由低空滲透入侵戰線後方打擊敵軍基礎設施（如機場）的戰鬥轟炸機，因此計畫由TAC接手，麥克唐納公司繼續修正F-101原型機發展中遭遇的問題，在1955至1956年的測評中，麥克唐納公司改善了至少2,300處以上的設計。雖然在高攻角飛行狀態時F-101有機會發生上仰現象的問題未能解決，但是對低空滲透任務來說這個缺陷還在可容忍的範圍內。改善設計後的F-101A在1956年11月重新恢復量產。
第一架F-101A於1954年8月出廠移交，9月時進行第一次試飛，當時達到0.9馬赫速度與35,000英呎飛行高度。不到一個月後這架飛機就達到1.4馬赫的飛行紀錄。F-101A安裝了可以對地炸射運用的休斯MA-7火控雷達，該雷達裝有低空轟炸系統（LABS），理論上具有投擲核子武器之功能，核子武器會收納在稱為麥克唐納96型莢艙的適型外掛武器艙內，但是96型莢艙的開發在1956年3月取消，所以F-101A在其服役生涯中一直是具有核武投擲軟體，但硬體未完成整合的狀態。MA-7火控雷達理論上也可以整合對地攻擊的傳統武器甚至是AIM-4飛彈，但因為外掛未完成整合工程，因此未能實際配備。在F-101A服役期間，主要武器僅有內載的4挺M39機砲，而為了增設太康裝置，美軍的F-101A會拆掉一挺M39機砲裝設太康天線。
F-101A只量產了77架，大部分是在1956年以後才交機，在1966年開始陸續退役。其中有26架拆除雷達與空用機炮改造為偵查用的RF-101G，轉入美國空中國民兵部隊服役到1972年。
在原先長程戰鬥機概念終止後，讓F-101獲得後續發展的契機是1954攔截機計畫的失敗，美國空軍司令部需要一款應急版攔截機。在當時，美國空軍可服役的戰鬥機中速度性能表現最佳者包括F-104與F-101，但是F-104的機體尺寸無法容納攔截機所需的技術軟硬體需求，因此美國空軍選擇了改良F-101成為攔截機使用。麥克唐納公司原本將這方案命名為F-109，但是美國空軍最後制式化的名稱為F-101B。
F-101B修改了前機身，除了讓飛行成員增加為2人，也獲得更大電子艙尺寸裝入F-102戰機使用的休斯MG-13火控雷達與賢者系統和搭配賢者系統的半自動遙控駕駛裝置，拆除了M39機炮，將機炮艙空間換裝可容納AIM-4飛彈的隱藏式彈艙。同時，B型機換用了推力更強的J57-P-55發動機，P-55較原先裝設的P-13有更長尺寸的後燃器，為了避免大幅修正機體空氣動力外型，麥克唐納工程師並沒有因此修正發動機艙設計，而是讓發動機尾管直接外露在機體後方。由於F-101B後來獲得加拿大皇家空軍採購，因此成為F-101家族中產量最多的版本。
F-101的戰鬥機與戰鬥轟炸機型並未參予任何戰爭，反倒是偵察機型RF-101曾經參與越戰以及進入中國大陸偵察。

## 設計
F-101採用常規佈局，機翼採後掠40度中單翼，部分後緣前掠增加翼面積。進氣口位於機身兩側翼根，使用兩具普惠J-57發動機，發動機噴嘴在機身中後段，尾翼採高平尾佈局，平尾採全動式設計，機尾兩側設置減速板。
武裝方面，F-101裝備休斯MG-13火控雷達，機頭兩側設置有4門20mm航砲，機腹下彈倉可攜帶3枚AIM-4隼式或12枚火箭彈。自F-101B起可在機腹下可掛載2枚AIR-2R精靈式空對空核飛彈。F-101C同樣可掛載2枚AIR-2，但機頭右側2門航砲拆除以增設導航設備。
偵察機型
在F-101由戰術空軍司令部接手後，TAC在1953年10月要求麥克唐納公司改裝兩架F-101A原型機（16、17號機，生產編號54-149、54-150）成為戰術偵察機，代號YRF-101A，1955年6月30日原型機試飛，為美國空軍正式服役的第一款超音速偵察機。該衍生型沿用了大部分F-101A的機身，具有同時可運用軟管與硬管空中加油的設計，以及可以做為夥伴加油運用的副油箱，同時也承襲了F-101A的6.33G結構限制，且因為空中加油設計裝備的原因，RF-101A的內載燃料容量縮小為2,250美制加侖。偵察機版本改變部分是延長機鼻，在機鼻與座艙後方裝設共計6臺空用相機。機鼻配置1臺費爾柴德KA-1分幅式照相機、3臺費爾柴德KA-2分幅式照相機、座艙後方原先機炮艙空間撤除武器改裝2臺KA-18航帶攝影機。
美國空軍採購的RF-101A共有35架，首架在1957年5月6日交付給第363戰術偵查聯隊麾下之第17戰術偵查中隊，替換了RF-84F與RB-57，最後一架在1957年10月交機完畢。這批戰術偵察機曾在1962年的古巴危機中入侵古巴確定蘇聯彈道飛彈的佈署資訊，在古巴危機中，該聯隊有15位飛行員因為入侵古巴的偵察任務獲得飛行優異十字勳章。
由於A型機的使用評價優良，在後續增造C型機時，美國空軍同時訂購了偵查版的C型，與A型一樣RF-101C除了機鼻與武器艙外沿用了大部分機身，因此機體結構強度增加到7.33G。

## 使用國

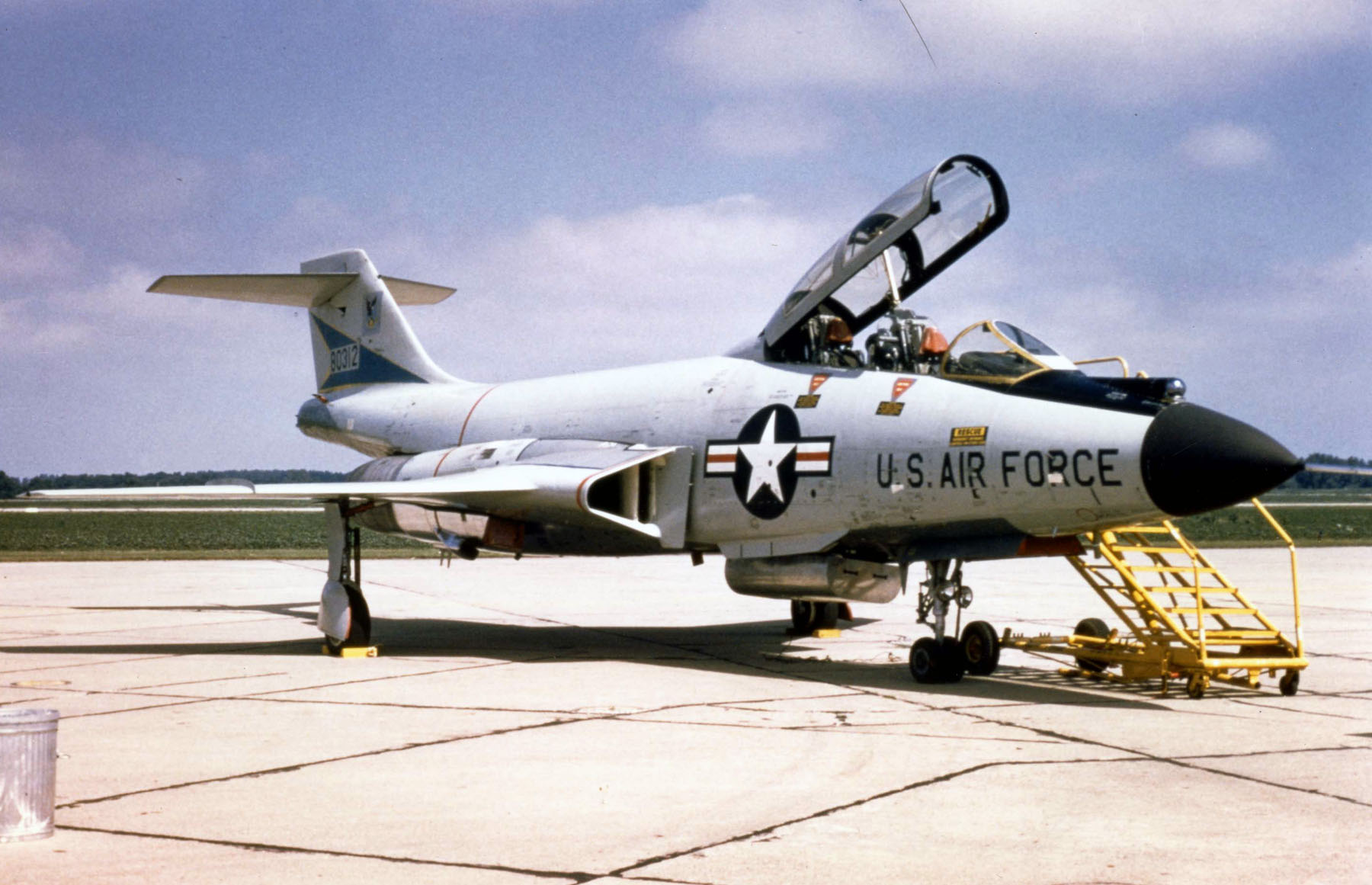
隸屬美國空軍第18中隊的F-101B

加拿大
- 加拿大皇家空軍
- 加拿大國民兵

 中華民國
- 中華民國空軍
  - 第四戰術偵察機中隊(1959—1973)

 美国
- 美國空軍

## 中華民國的RF-101與操作狀況

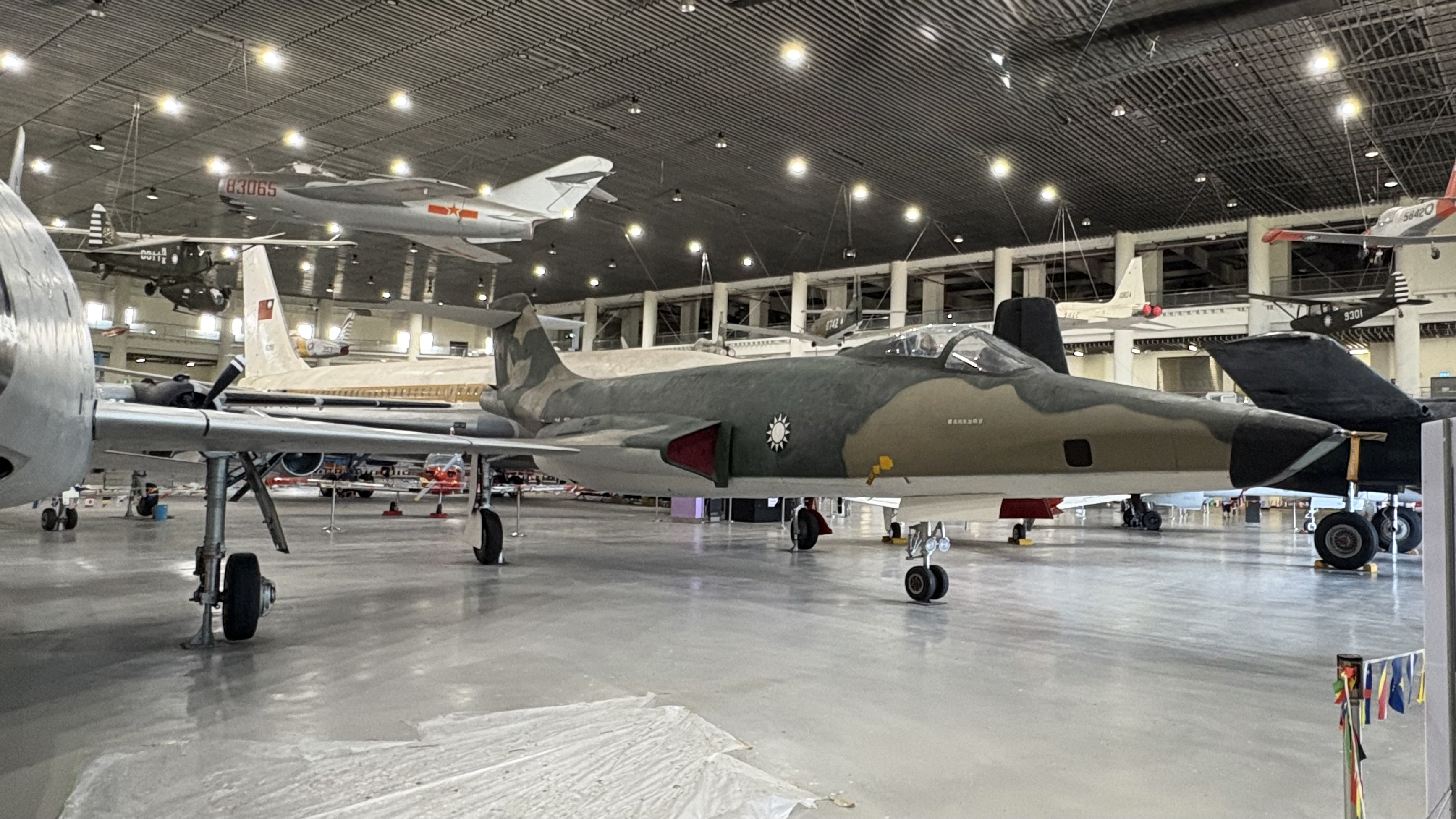
中華民國空軍RF-101A偵察機

美國軍援中華民國空軍首批6架RF-101A取代性能堪憂的RF-100A，由駐桃園基地401聯隊（現第五聯隊）第六偵察大隊屬第4戰術偵察機中隊（黑盾中隊，1998年以後改稱紅狐中隊）配備。軍援的RF-101使用的序號為5649、5650、5651、5652、5654、5656、5658、5660、5662。但在美軍軍援資料中，4架是在1959年轉移（54-1500，5650、54-1503，5652、54-1499，5654、54-1519，5656）、3架在1961年轉移（54-1501，5651、54-1505，5660、54-1506，5658）、1架是1961年提供，但不在軍援轉移清單中的補充機（54-1498，5649），但空軍序列中的RF-101一直匡列了8架序號，且在1959年開始即有飛官駕駛執行任務。軍援時間和實際編裝有出入的情形，透露出國軍曾操作的RF-101不僅有8架，因此序號所羅列的並不是固定的8架飛機，空軍相關親歷者的回憶中也出現非常複雜的操作歷程。
1959年11月接收首批6架的RF-101A，由美國空軍第15戰術偵察中隊自美軍琉球基地直飛空軍桃園基地熱機移交，然而當時美國空軍第15戰術偵察中隊操作機型為RF-101C，並無A型機，空軍若從該中隊熱機移交機型，顯示應為同時接收A型與C型，然而不在軍援額度的理由可能是美軍以出借模式提供空軍運用。目前曾出現過有表示有獲得C型機的紀錄有兩次：1959年、1962年，在美軍後續移交同額度A型機後，C型機交還美國。因此官方文件內美國沒有軍援空軍RF-101C，但是駕駛飛官與保修人員回憶卻口徑一致確認國軍曾經使用過C型機，然而出借的規模與機碼目前尚未能釐清。
1960年12月8日4中隊開始對中國大陸沿海實施偵照任務，首次偵照任務由葉常棣少校於1961年6月10日執行，當年葉常棣共完成9次深入境內的戰術偵照，獲得克難英雄嘉勉，並轉入黑貓中隊執行更高風險的偵照任務。第4中隊在1961年開始戰備，空軍恢復對中國大陸的低空戰術偵照能力。第一批受訓的飛行員為余建華、吳寶智、宋亨霖、李盛林、郭聖先及葉常棣。
1961年7月23日李盛林駕駛的5652號機因降落失敗而受損，該機在同年年底修復，修復期間美軍提供1架補充機（54-1498，5649）維持機隊出勤能量。
相對於只有防空飛彈能威脅的高空偵照，低空偵照僅能仰賴速度及飛官技術提高存活率，遭到防空火砲與戰機攔截的損失更加頻繁；空軍配備的RF-101A在服役期間共戰損3架，1961年8月2日吳寶智少校駕駛5649號機在福州上空遭高射炮擊落後跳傘被俘（刑期結束後滯留大陸）、1964年12月18日謝翔鶴少校駕駛5651號機在浙江上空遭共軍海航殲6機擊落後跳傘被俘（1985年7月17日釋放返臺）、1965年3月18日張育保中校駕駛5656號機在廣東外海上空遭共軍殲6機擊毀後殉職。
RF-101A原廠修護規定在達到指定飛行時數後必須進行基地級檢修，由於空軍未建置基地級檢修能量，因此所有機隊必須飛返美國檢修。第一批軍援的RF-101A有3架在1962年底陸續返美，原定1965年底完成修復，但是5652號機因超出維護預算，因修護費用未有共識最後被美軍收回。第二批軍援之RF-101後續便未返美檢修，在1965年最後一次5656號機遭擊落墜毀後，空軍僅維持5650號、5654號、5658號、5660號等4架RF-101A執行低空偵照任務，至1970年時僅維持1架5650號現役。
1973年2月，第4中隊裁撤，5650號移編給第12戰術偵察機隊，1973年8月1日，RF-101A機隊除役。除役後的RF-101有1架露天保存在桃園國際機場公司航空科學館（5660）、1架室內保存於空軍航空教育展示館（5658，由剛葆璞駕駛執行對大陸偵照任務在武漢漢口上空遭共機攔截，機體遭機砲重創，返航後判定無修護價值就地報廢除役）。1架露天保存於空軍花蓮基地軍機展示場（5654）。
台灣戒嚴時期由王昇主導的國防部總政治作戰部對被俘軍人的政治忠誠極其藐視，致使遭擊落的謝翔鶴刑期結束後滯留香港，中華民國政府一度拒絕其返國，在謝翔鶴妻多方奔走終允返國，國防部指派空軍政戰主任孫國安傳達立即辦理退役、剝奪退休俸、不安排工作，同時派遣遭情治單位長年監控，並脅迫其家人生命安全。2011年由空軍頒發干城甲種二等獎章作為其軍旅履歷之平反與補償。